# Església de Sant Ramon (la Coromina)
L'Església de Ramon Nonat és l'església parroquial de la Coromina de la vila de Cardona (Bages) inclòs com a monument a l'Inventari del Patrimoni Arquitectònic de Catalunya i situada a l'extrem de llevant del nucli. Presenta la façana orientada a tramuntana i sense absis. L'església té una sola nau amb una nau lateral a ponent producte d'una ampliació posterior. A banda i banda del presbiteri s'obren dues capelles (amb volta de creueria) i el campanar al costat de la façana principal. Les cobertes són de teula àrab a dues vessants. A la nau té el carener perpendicular a la façana principal mentre que a les capelles, queda en sentit contrari. A la testera, hi destaca un portal d'arc a nivell coronat per un frontó triangular entretallat i, al capdamunt d'aquest, un òcul. El parament, a la façana principal, està arrebossat i pintat amb un to beix, però a la resta de façanes es veu l'obra dels carreus regulars, disposats a filades i lligats amb morter, igual que al portal d'accés. L'estructura del campanar, en canvi, combina els carreus a les cantonades amb el maó a les parts centrals dels seus quatre costats. Aquesta església ha sofert diverses modificacions que han alterat la seva estructura primitiva, l'última renovació va ser l'agost del 2024.

## Notícies històriques
L'església de la Coromina fou bastida al s.XIV. Les primeres notícies documentals de l'església, advocada a Sant Antoni, són de l'any 1371; sabem que l'any 1401 la construcció del temple encara no era acabada. Aquesta obra, realitzada en diferents etapes, va veure ja el 1500 com, per iniciativa de Joan Calvet, abat de la real de Perpinyà, és construïda al costat de l'epístola, la capella de Sant Pelegrí per iniciativa del canonge Mitjans, fill de la Coromina.
L'any 1898, el bisbe de Solsona Ramon Riu la convertí en parròquia i canvià l'advocació a Ramon Nonat.